# TRS-4D
TRS-4D — многофункциональная трёхкоординатная обзорная РЛС средней дальности с активной цифровой антенной решеткой (ЦАР) нового поколения . РЛС TRS-4D разработана для обнаружения целей и назначения систем оружия для их поражения при решении задач ПВО и ПЛО. Работает в частотном G-диапазоне, осуществляет обнаружение, слежение и классификацию различных типов воздушных и морских целей, с особым вниманием к малоразмерным, высокоскоростным и низколетящим целям и/или маневрирующим противокорабельным крылатым ракетам и самолетам, небольшим маневрирующим надводным целям, а также вертолетам, находящимся в режиме висения. Улучшенные характеристики разрешения РЛС позволяют обнаруживать цели пониженной заметности, величины ЭПР которых составляют менее 0,01 м².
Многолучевая РЛС TRS-4D разработана компанией Cassidian/EADS, которая с января 2014 года является отделением Airbus Defence and Space многопрофильного концерна Airbus Group. Разработка осуществлена за счет собственных средств компании на базе РЛС TRS-3D. В январе 2013 года РЛС TRS-4D выбрана ВМС Германии для оснащения фрегатов F125 класса «Баден Вюртемберг».
TRS-4D позволяет кораблям классов от сторожевых кораблей (корветов) до фрегатов включительно решать комплекс задач по обнаружению различных типов целей как в открытом море, так и в сложной обстановке прибрежной зоны с высокой плотностью целей и при наличии асимметричных угроз.
Ключевым элементом технологии ЦАР, использованном в РЛС TRS-4D, являются твердотельные приёмопередающие модули (ППМ), созданные на основе нитрида галлия (GaN).
В Европе Cassidian является лидером в разработке и применении этой технологии, что позволило компании в полной мере использовать преимущества многолучевых РЛС с ЦАР и АФАР в морских обзорных РЛС средней дальности в рамках приемлемого по стоимости решения. ППМ работают в режиме приёма и передачи с цифровым синтезом диаграммы направленности.

## Два варианта РЛС
Разработаны две варианта РЛС — модификация с вращающейся антенной (механическое сканирование по азимуту и электронное сканирование по азимуту и углу места) и с неподвижной антенной, представленной четырьмя неподвижными антенными решетками (электронное сканирование по азимуту и углу места). Вариант с четырьмя неподвижными антенными решетками находится в производстве с 2011 года для оснащения новых фрегатов F125 ВМС Германии.
Функциональность РЛС в варианте с вращающейся ЦАР, обеспечивает высокие скорости обновления результатов слежения уровня менее секунды, при этом точности слежения находятся за пределами возможностей обычных РЛС с режимом сопровождения в процессе обзора по эффективности поиска, начала слежения, точности и непрерывности слежения.